# Rising Star Award
Rising Star Award (även känt som EE Rising Star Award, Orange Wednesdays Rising Star Award eller Orange Rising Star Award) är en priskategori på BAFTA-galan (British Academy of Film and Television Arts) som uppmärksammar nya talanger inom film- och tv-industrin. Priset instiftades 2006 efter Mary Selways död 2004. Hon var känd som en rollbesättare som hjälpt många unga skådespelare på sin väg mot framgång. De fem nominerade väljs ut oberoende av kön och nationalitet och huruvida de slagit igenom inom film eller tv. De nominerade väljs ut av en BAFTA-jury men det är allmänheten som röstar fram vinnaren via sms, internet eller telefon.

## Vinnare och nominerade
| År          | Vinnare           | Nominerade                                                                   |
| ----------- | ----------------- | ---------------------------------------------------------------------------- |
| 2006 (59:e) | James McAvoy      | - Chiwetel Ejiofor - Gael García Bernal - Rachel McAdams - Michelle Williams |
| 2007 (60:e) | Eva Green         | - Emily Blunt - Naomie Harris - Cillian Murphy - Ben Whishaw                 |
| 2008 (61:a) | Shia LaBeouf      | - Sienna Miller - Ellen Page - Sam Riley - Tang Wei                          |
| 2009 (62:a) | Noel Clarke       | - Michael Cera - Michael Fassbender - Rebecca Hall - Toby Kebbell            |
| 2010 (63:e) | Kristen Stewart   | - Jesse Eisenberg - Nicholas Hoult - Carey Mulligan - Tahar Rahim            |
| 2011 (64:e) | Tom Hardy         | - Gemma Arterton - Andrew Garfield - Emma Stone - Aaron Taylor-Johnson       |
| 2012 (65:e) | Adam Deacon       | - Chris Hemsworth - Tom Hiddleston - Chris O'Dowd - Eddie Redmayne           |
| 2013 (66:e) | Juno Temple       | - Elizabeth Olsen - Andrea Riseborough - Suraj Sharma - Alicia Vikander      |
| 2014 (67:e) | Will Poulter      | - Dane DeHaan - George MacKay - Lupita Nyong'o - Léa Seydoux                 |
| 2015 (68:e) | Jack O'Connell    | - Gugu Mbatha-Raw - Margot Robbie - Miles Teller - Shailene Woodley          |
| 2016 (69:e) | John Boyega       | - Taron Egerton - Dakota Johnson - Brie Larson - Bel Powley                  |
| 2017 (70:e) | Tom Holland       | - Laia Costa - Lucas Hedges - Ruth Negga - Anya Taylor-Joy                   |
| 2018 (71:a) | Daniel Kaluuya    | - Timothée Chalamet - Josh O'Connor - Florence Pugh - Tessa Thompson         |
| 2019 (72:a) | Letitia Wright    | - Jessie Buckley - Cynthia Erivo - Barry Keoghan - Lakeith Stanfield         |
| 2020 (73:e) | Micheal Ward      | - Awkwafina - Jack Lowden - Kaitlyn Dever - Kelvin Harrison Jr.              |
| 2021 (74:e) | Bukky Bakray      | - Kingsley Ben-Adir - Morfydd Clark - Ṣọpẹ Dìrísù - Conrad Khan              |
| 2022 (75:e) | Lashana Lynch     | - Ariana DeBose - Harris Dickinson - Millicent Simmonds - Kodi Smit-McPhee   |
| 2023 (76:e) | Emma Mackey       | - Naomi Ackie - Sheila Atim - Daryl McCormack - Aimee Lou Wood               |
| 2024 (77:e) | Mia McKenna-Bruce | - Phoebe Dynevor - Ayo Edebiri - Jacob Elordi - Sophie Wilde                 |
| 2025 (78:e) | David Jonsson     | - Marisa Abela - Jharrel Jerome - Mikey Madison - Nabhaan Rizwan             |